# Vlag van Biervliet

Vlag van Biervliet
(1962-1970)

De vlag van Biervliet werd in juni 1962 bij raadsbesluit vastgesteld als de gemeentelijke vlag van de Zeeuwse gemeente Biervliet. De beschrijving luidt: 
Gekwartileerd van geel, wit, rood en zwart.
De kleuren van de vlag zijn ontleend aan het gemeentewapen. De deling in vieren herinnert aan de uitvinding van het haring kaken, waarbij een kruissnede wordt gemaakt. Deze uitvinding wordt toegeschreven aan Willem Beukelszoon, een inwoner van de plaats.
Op 1 april 1970 ging de gemeente op in Terneuzen, waardoor de vlag als gemeentevlag kwam te vervallen.

## Verwante afbeelding

Het wapen van Biervliet

Aardenburg 
· Arnemuiden 
· Axel 
· Baarland 
· Biervliet 
· Biggekerke 
· Borssele 
· Breskens 
· Brouwershaven 
· Bruinisse 
· Burgh 
· Domburg 
· Dreischor 
· Driewegen 
· Duiveland 
· Ellewoutsdijk 
· 's-Gravenpolder 
· Groede 
· Haamstede 
· 's-Heer Abtskerke 
· 's-Heer Arendskerke 
· Hoedekenskerke 
· Hontenisse 
· IJzendijke 
· Kloetinge 
· Kortgene 
· Koudekerke 
· Krabbendijke 
· Kruiningen 
· Mariekerke 
· Meliskerke 
· Middenschouwen 
· Nieuw- en Sint Joosland 
· Nisse 
· Noordgouwe 
· Oostburg 
· Oostkapelle 
· Oud-Vossemeer 
· Oudelande 
· Ovezande 
· Poortvliet 
· Retranchement 
· Rilland-Bath 
· Ritthem 
· Sas van Gent 
· Scherpenisse 
· Schoondijke 
· Sint-Annaland 
· Sint Jansteen 
· Sint-Maartensdijk 
· Sint Philipsland 
· Sluis 
· Sluis-Aardenburg 
· Stavenisse 
· Valkenisse 
· Vogelwaarde 
· Waarde 
· Waterlandkerkje 
· Wemeldinge 
· Westdorpe 
· Westerschouwen 
· Westkapelle 
· Wissenkerke 
· Wolphaartsdijk 
· Zaamslag 
· Zierikzee 
· Zuiddorpe 
· Zuidzande